# Jens Janik
Jens Janik ist ein deutscher Diplomat. Er war von 2020 bis 2023 Botschafter der Bundesrepublik Deutschland in Honduras.

## Laufbahn
Nach dem Abschluss seines Studiums der Rechtswissenschaft in Tübingen trat Jens Janik 1993 in den Auswärtigen Dienst ein und absolvierte bis 1994 die Diplomatenausbildung. Es folgte eine einjährige Verwendung als Referent im Bundeskanzleramt.
Von 1995 bis 1997 war Janik als Referent für Kultur und Recht an der Botschaft Seoul tätig und wechselte dann als Referent für Kultur und Presse an das Generalkonsulat Rio de Janeiro. Nach einem Einsatz im Auswärtigen Amt (2000 bis 2002) leitete er von 2002 bis 2006 das Rechts- und Konsularreferat der Botschaft Ankara. Zurück in Berlin war Janik zwischen 2006 und 2010 Referatsleiter in der Rechtsabteilung des Auswärtigen Amts.
2010 ging Janik als ständiger Vertreter des Leiters an die Botschaft Singapur, kehrte 2013 in das Auswärtige Amt zurück, wo er wiederum als Referatsleiter in der Rechtsabteilung arbeitete, und wechselte 2017 als stellvertretender Generalkonsul nach New York.
2020 wurde Janik zum Botschafter in Honduras ernannt und trat seinen Dienst dort im Oktober 2020 an. In diesem Amt löste ihn 2023 Daniela Vogl ab.